# Tour do Brasil Volta Ciclística de São Paulo
Il Tour do Brasil Volta Ciclística de São Paulo era una corsa a tappe maschile di ciclismo su strada svoltasi dal 2004 al 2014 nello stato di San Paolo, in Brasile. Dal 2005 al 2014 fu inserita nel calendario dell'UCI America Tour come prova di classe 2.2.

## Albo d'oro
Aggiornato all'edizione 2014.
| Anno | Vincitore          | Secondo         | Terzo           |
| ---- | ------------------ | --------------- | --------------- |
| 2004 | Antônio Nascimento | Thimothy Larkin | Breno Sidoti    |
| 2005 | Jorge Giacinti     | Matias Medici   | Pedro Nicacio   |
| 2006 | Alex Diniz         | Pedro Nicacio   | Alex Arsenio    |
| 2007 | Marcos Novello     | Matías Médici   | Pedro Nicacio   |
| 2008 | Gregory Panizo     | Luiz Tavares    | Jair Santos     |
| 2009 | Sérgio Ribeiro     | Bruno Pires     | Magno Nazaret   |
| 2010 | Gregory Panizo     | Magno Nazaret   | Renato Seabra   |
| 2011 | José Rodrígues     | Flávio Cardoso  | Tiago Fiorilli  |
| 2012 | Magno Nazaret      | Flávio Cardoso  | Bruno Dornelles |
| 2013 | non disputato      | non disputato   | non disputato   |
| 2014 | Magno Nazaret      | Alex Diniz      | João Gaspar     |